# Мягкое право
«Мягкое право» (англ. soft law) — является набором правил и руководств, юридическая сила которых находится на этапе «обсуждения». Новая форма отношений, которая имеет только «внешнюю форму выражения», то есть «формальную определённость» в виде концепций и т. д.
Мягкое право отсылает к инструментарию, который не имеет обязательной юридической силы или «слабее», чем обязательная сила традиционного права. Ему часто противопоставляется концепция жёсткого права (hard law). Например, в Европейских исследованиях мягкое право концептуализируется таким образом, что претендует на поиск и охват собой регулирующих систем, более эффективных и менее репрессивных, чем обычное, жёсткое право. Традиционно термин «мягкое право» связан с международным правом, хотя совсем недавно начал применяться к ветвям внутреннего права, а также к области корпоративного управления. Мягкое право может рассматриваться как средство, создающее контекст и оттачивающее формулировки, с опорой на которые в дальнейшем может образовываться обычное, жёсткое право.
Мягкое право включает разнообразные юридически необязывающие соглашения, например, Решения Священного правительствующего Синода и Коммюнике о намерениях по итогам встреч, а не декларации о независимости, руководящие принципы международного права и т. п.

## Международное право

### Общая характеристика
Мягкое право является набором правил и руководств, юридическая сила которых находится на этапе «обсуждения». В международном праве появилось, начиная с 1970-х гг. в качестве одной из альтернатив международным договорам, используемой в случаях, когда, по различным причинам стороны не хотят или не могут прийти к единому решению, или к подписанию международного договора. В соглашениях такого рода не создают юридических обязательств между договаривающимися сторонами (в соответствии с принципом договоры должны соблюдаться), но только закрепляются политические обязательства, соблюдение которых отдаётся на усмотрение сторон.
Ещё один правовой инструмент, используемый в международном праве — это рекомендации, выдаваемые международными организациями, посредством которых их получатель получает инструкции для регламентации собственных действий, которые необходимо предпринять для того, чтобы достичь определённых результатов, которые считаются желательными. Вместе с тем за несоблюдение этих рекомендаций не следуют никакие санкции. Примером являются рекомендации, выдаваемые Европейским Союзом.
Даже нормы жесткого права, такие как законы, подзаконные акты и стандарты могут вести к порождению мягкого права, если посредством них необходимо навязать получателю необязательные в юридическом смысле требования (мягкой обязательства). Использование таких правил может возникать в силу необходимости или желания создания гибкой правовой базы, способной адаптироваться к быстрому развитию в определённых областях экономической или социальной жизни.
В связи с отсутствием обязательности положений и требований мягкого права обеспечение их соблюдения может выстраиваться, например, на основе авторитета и убедительности субъектов-источников данного права, его производителей.
В контексте международного права термин «мягкое право» включает в себя:
- Большинство Резолюций и Деклараций ООН, например, Всеобщую декларацию прав человека;
- Такие элементы (права) как заявления, принципы, кодексы и своды поведения, кодексы практики и т. д.; часто обнаруживается как часть рамочных договоров;
- Планы/программы действий (например, Программный план (программа) действий «Повестка дня на XXI в.» (англ. Agenda 21), принятый ООН);
- Другие недоговорные обязательства.

Целый ряд документов, среди которых разнообразные резолюции ООН, неоднократно используются для описания содержаний обязательного, жёсткого международного права.
В целях необходимости регулирования отношений между различными субъектами в рамках конкретных секторов рынка и в появляющихся секторах рынка для создания определённых систем правил, норм и ориентиров, позволяющих субъектам избегать судебных разбирательств и иным путём способствовать быстрому и эффективному решению возникающих между субъектами вопросов, и более быстро развиваться сектору рынка в целом, говорят от так называемой Lex Mercatoria, возникшей в своё время из развития международных торговых отношения. Эти системы квазиправового регулирования, также являются разновидностями мягкого права.

### Европейское сообщество
Термин «мягкое право» также часто используется для описания различных видов квази-юридических инструментов Евросоюза: «кодекс поведения», «руководства», «коммуникации» и т. д. В этой области права Европейского союза, инструменты мягкого права часто используются для указания на то, как Европейская комиссия намерена использовать свою власть, полномочия, осуществляя при этом свои задачи в своей области компетенции.

### Мягкое право в биоэтике
Примером области, где использование мягкого права играет важную роль является биоэтика. Принципиальные международные документы по этому вопросу (Нюрнбергский кодекс, Хельсинкская декларация, Belmont Report, Barcelona Principles и т. д.) обеспечивают общую точку отсчета для решений и стимулирования дебатов в области биоэтики, они также предоставляют возможность принять стандарты в странах, где ранее эта тема была представлена слабо или совсем не развита.
ЮНЕСКО развивало передовые международных стандарты, имевшие целью поощрение и направление государств-членов Организации Объединённых Наций в вопросах осуществления биомедицинских мероприятий. В этих документах закреплены принципиальные способы и методы проведения биомедицинских мероприятий с полным уважением к человеческому достоинству и неотъемлемых прав человека. По мнению некоторых авторов, мягкое право играет важную роль в регуляции этих прав, содействуя их уважению и защите в глобальном масштабе.

### Статус мягкого права
В рамках международного права, терминология «мягкого права» осталась относительно противоречивой из-за его неприятия юристами-международниками (практиками), а для других существует достаточная путаница относительно его статуса в области права. Однако, для большинства юристов, практикующих в области международного права развитие инструментов мягкого права — это принятая часть компромиссов, требуемых для осуществления повседневной работы в международной правовой системе, в рамках которой страны часто неохотно берут на себя слишком много обязательств, которые могут привести к национальным возмущениям на слишком большой объём выделяемых средств и ресурсов на международные цели.

## Оценка последствий применения

### Полезность мягкого права
Инструменты мягкого права обычно рассматриваются как необязательные соглашения, которые, тем не менее содержат много потенциала для оформления в «жёсткое право» в будущем. Эта «жёсткость» мягкого права может быть привнесена двумя способами:
- Первый состоит в том, что декларации, рекомендации и др. — являются первым шагом к процессам договаривания, в рамках которых может быть сделана ссылка на принципы уже утверждённые в инструментах мягкого права.
- Другая возможность состоит в том, что недоговорные соглашения предназначены для того, чтобы влиять на практику государств, и в той мере, в какой они успешны в этом, они могут привести к созданию обычного права.

Мягкое право — удобное и пригодное средство для переговоров, которое может не предоставлять обязательств, имеющих юридической силы, в то время, когда они не удобны и не пригодны в определённый момент времени по политическим и/или экономическим причинам для сторон, участвующих в переговорах для создания основных обязательств (о которых стороны пытаются договориться), но в то же самое время, когда они ещё хотят договариваться о чём-то с честными намерениями (bona fides).
Мягкое право также рассматривается как гибкое средство, избегающее непосредственной и бескомпромиссной приверженности договорам, которая рассматривается ещё и в качестве пути, потенциально более быстрого в сравнении с юридическими обязательствами, которые принимаются и функционируют более медленными темпами, присущими обычному международному праву. С течением времени, в современном глобализированном обществе проще использовать возможности медиа и интернета для того, чтобы делиться знанием о содержании деклараций и обязательств, сделанных на международных конференциях. При этом, эти желательные не-обязательства, представленные в инструментах мягкого права, часто захватывают воображение граждан, которые начинают верить в них как если бы они были юридическими инструментами. В свою очередь, инструменты мягкого права влияют на правительства, которые вынуждены принимать во внимание пожелания граждан, НКО, организаций, судов и даже корпораций, которые начинают ссылаться на них (на инструменты мягкого права) так часто и придавая им такую значимость, что ими начинают доказывать правовые/юридические нормы.
Другим полезным аспектом, вытекающим из природы мягкого права является то, что оно часто может быть использовано как свидетельство обязательной нормы международного права (opinio juris) для применения или интерпретации договора.
Мягкое право оказалось очень важным в поле международного экологического/средового права, где государства неохотно брали на себя обязательства за многие экологические инициативы, когда пытались балансировать между решением экологических задач, с одной стороны, и экономическими и социальными целями, с другой. Оно также важно в поле международного экономического права и международного права в вопросах устойчивого развития.

### Вредность мягкого права
Язык во многих документах мягкого права может быть противоречивым, несогласованным с существующими юридическими обязательствами и потенциально дублирующим существующие правовые/юридические и политические процессы. Другой ключевой особенностью мягкого права является то, что договаривающиеся стороны не оказываются ослеплёнными потенциалом, скрытым в мягком праве.
Если договаривающиеся стороны ощущают что мягкое право имеет потенциал для дальнейшего превращения его в нечто обязательное, то это может негативно повлиять на процесс договаривания, и содержание мягкого права, и оно может быть «слито»: окружено столькими ограничениями, что потеряется смысл их создания.
Тем не менее, опора на и зависимость от мягкого права продолжается, и маловероятно, что его использование прекратится; намного более вероятно, что на него не следует полагаться в большом количестве случаев, поскольку оно также служит в качестве «испытательного полигона» для новых, передовых идей, на котором прорабатываются политические формулировки для происходящих в мире быстрых изменений и предстоящих спорных проблем, например таких, как изменение климата.

## Критика мягкого права

### Французская критика
Мягкое право критикуется концептуально, в частности, во французской юридической литературе, за свою промежуточную позицию в плане обязательности. Оно не является обязательным, как закон, что приводит к обесцениванию закона, и тем самым искажает саму концепцию закона. Мягкое право с одной стороны предписывает нечто, но с другой — делает необязательным его исполнение, и в этом смысле — это возможностное право.
Практика мягкого права противоречит пониманию права у Ж.-Ж. Руссо и Ж. Э. М. Порталиса, для которых закон имеет смысл только тогда, когда представляет обязательства, имеющие юридическую силу. Таким образом, закон как источник права деградирует, предоставляя судье больше возможностей принимать различные решения. Таким образом, мягкое право может способствовать развитию правовой неопределённости.
В ряде европейских стран и в странах, где используется так называемое общее (прецедентное) право в целях интегрирования законодательства, мягкое право не противоречит самому духу понимания права, в связи с чем облегчает интерпретацию законов. Так, мягкое понимание права используется в Великобритании для борьбы с коррупцией с момента вступления в силу в 2010 г. Закона Великобритании о взяточничестве.

### На русском
- Велижанина, Марина Юрьевна. "Мягкое право": его сущность и роль в регулировании международных отношений. автореферат дис. ... кандидата юридических наук : 12.00.10. М.: Место защиты: Дипломат. акад. МИД РФ (2007).
- Ирина Владимировна Королёва. Проблема определения понятия «мягкое право» // Общество: политика, экономика, право. — 2019-01-30. — Вып. 1. — ISSN 2223-6392 2071-9701, 2223-6392. — doi:10.24158/pep.2019.1.11.

### На иностранных языках
- Abbott K.W. and Snidal D. (2000). «Hard and Soft Law in International Governance.» International Organization 54, 3, Summer, 421—456.
- Roberto Andorno, «The Invaluable Role of Soft Law in the Development of Universal Norms in Bioethics», paper at a Workshop jointly organized by the German Ministry of Foreign Affairs and the German UNESCO Commission, Berlin, 15 February 2007. Available at: http://www.unesco.de/1507.html
- Alan Boyle, «Some Reflections on the Relationship of Treaties and Soft Law», International and Comparative Law Quarterly, 1999, vol. 48, n° 4, p. 901—913.
- C M Chinkin «The Challenge of Soft Law: Development and Change in International Law», 38 International and Comparative Law Quarterly 850 (1989)
- Christians, Allison. Hard Law & Soft Law (неопр.) // Wisconsin International Law Journal. — Т. 25, № 2.
- Matthias Goldmann Архивная копия от 20 октября 2011 на Wayback Machine, "We Need to Cut Off the Head of the King: Past, Present, and Future Approaches to International Soft Law, " 25 Leiden J. Int’l Law 335—368 (2012), available at SSRN.
- Andrew T. Guzman & Timothy L. Meyer, "International Soft Law, " 2 J. Legal Analysis 171 (2010), available at http://papers.ssrn.com/sol3/papers.cfm?abstract_id=1353444.
- Hartmut Hillgenberg, «A Fresh Look at Soft Law», European Journal of International Law, 1999, n° 3, p. 499—515. Available at: http://ejil.oxfordjournals.org/cgi/reprint/10/3/499
- Timothy L. Meyer, "Soft Law as Delegation, 32 Fordham Int’l L.J. 888 (2009), available at http://papers.ssrn.com/sol3/papers.cfm?abstract_id=1214422.
- Gregory C. Shaffer & Mark A. Pollack, "Hard vs. Soft Law: Alternatives, Complements and Antagonists in International Governance, 93 Minnesota Law Review (forthcoming Jan. 2009), available at http://papers.ssrn.com/sol3/papers.cfm?abstract_id=1426123.
- D Hodson and I Maher, ‘Soft Law and Sanctions: Economic Policy Co-ordination and Reform of the Stability and Growth Pact’ (2004) 11 JEPP 798
- Mörth, Ulrika. (2007). «Public and Private Partnerships as Dilemmas between Efficiency and Democratic Accountability: The Case of Galileo.» European Integration. Vol. 29, No. 5, December, 601—617.
- OA Stefan, European Competition Soft Law in European Courts: A Matter of Hard Principles? (2008) 14(6) European Law Journal 753
- Régis Bismuth, Ph.D., ‘Improving the Accountability of Corporations for Violations of International Humanitarian Law through Soft Law Instruments ’ (2010)